# Save Your Soul
Save Your Soul er det andet studiealbum fra den danske musiker Jesper Binzer, der er kendt som forsanger i det danske rockband D-A-D. Albummet udkom d. 6. november 2020.
Det var nomineret til prisen Årets danske rock-udgivelse ved GAFFA-prisen i 2021.

## Spor
1. "Life Is Moving" - 4:57
2. "Save Your Soul" - 3:59
3. "Don't Let Them Make You Choose Sides" - 4:08
4. "Move A Mountain" - 3:44
5. "The Heart Will Find Its Way" - 3:48
6. "Premonition" - 4:00
7. "My Head's Been Places" - 3:27
8. "Drown Waving" - 4:05
9. "What Time Is It Now" - 3:43
10. "The Price Of Patience" - 4:22